# Spiroseris
Spiroseris  (лат.) — монотипный род двудольных растений семейства Астровые (Asteraceae), включающий вид Spiroseris phyllocephala Rech.f.. Выделен австрийским ботаником Карлом Хайнцом Рехингером в 1977 году.

## Распространение
Единственный вид является эндемиком Пакистана.

## Общая характеристика
Многолетние травянистые растения.
Соцветие-корзинка c цветками жёлтого цвета, листочки обвёрки снаружи черноватые.
Плод — четырёхгранная веретеновидная семянка с придатком-паппусом.
Слабоизучены. Вероятно, близки представителям рода Dubyaea DC..